# Johann Schneider (Politiker)
Johann Schneider (* 13. April 1792 in Langnau im Emmental; † 2. Januar 1858 ebenda) war ein Schweizer Politiker. Von 1831 bis 1848 war er Regierungsrat des Kantons Bern, anschliessend gehörte er bis 1850 dem Nationalrat an.

## Biografie
Der Sohn eines Arztes erhielt seine Schulbildung im Institut von Johann Heinrich Pestalozzi in Yverdon sowie in Neapel. Ab 1814 war Schneider in Yverdon als Lehrer tätig, 1817 eröffnete er in Langnau im Emmental seine eigene Erziehungsanstalt. Als die Radikalliberalen 1831 im Kanton Bern an die Macht gelangten, wirkte er als Verfassungsrat an der Ausarbeitung einer neuen Kantonsverfassung mit. Im selben Jahr wurde er in den Grossen Rat gewählt, dem er bis 1846 angehörte. Der Grosse Rat wiederum wählte ihn umgehend in den Regierungsrat.
In der Kantonsregierung war Schneider aufgrund seiner bisherigen Erfahrung für das Ressort Bildung zuständig. In seine bis 1848 dauernde Amtszeit fällt eine umfassende Reform des Berner Bildungswesens. Diese umfasste unter anderem die Gründung der Universität Bern 1834 und das Primarschulgesetz von 1835. Ausserdem gründete er 1833 den Verein für christliche Volksbildung. Angesichts seiner gemässigt liberalen Haltung wandten sich die Radikalen zunehmend von ihm ab. Ohne deren Unterstützung kandidierte er im Oktober 1848 bei den ersten Nationalratswahlen und wurde im Wahlkreis Emmental im dritten Wahlgang gewählt. Im Frühjahr 1850 trat er zurück und war daraufhin bis 1854 Regierungsstatthalter des Amtsbezirks Signau.